# 上今井駅
上今井駅（かみいまいえき）は、長野県中野市大字上今井にある、東日本旅客鉄道（JR東日本）飯山線の駅である。

## 歴史
当初、替佐駅と近いことから設置しない予定であったが、周辺住民の設置運動により開設された。

### 年表
- 1921年（大正10年）10月20日：飯山鉄道株式会社の駅として開業[1][3]。一般駅[3]。
- 1944年（昭和19年）6月1日：戦時中に信越本線と上越線の迂回ルートとして買収・国有化され、国鉄飯山線の駅となる[3]。
- 1974年（昭和49年）3月31日：一般駅から旅客駅となる[3]。
- 1975年（昭和50年）12月21日：業務委託駅となる[4]。
- 1982年（昭和57年）11月1日：荷物の扱いを廃止[5]。駅員無配置駅となり[6]、簡易委託化[1][7]。
- 1987年（昭和62年）4月1日：国鉄分割民営化により、東日本旅客鉄道の駅となる[3]。
- 1995年（平成7年）	
  - 7月12日：7.11水害により、飯山線全線が運休となる[8]。
  - 7月18日：飯山線全線で運転が再開される[8]。
- 2014年（平成26年）
  - 7月31日：簡易委託を解除し、無人化[9]。
  - 8月中旬 - 12月中旬：駅舎がリニューアル[10]。

## 駅構造
旧国鉄当時の配線は、現在の単式ホーム（長野方面に向かって右側にある）1面1線を持つ地上駅に加え、貨物ホーム単式1面1線、側線1線、留置線1線が存在し、駅長・駅員が勤めていた。駅舎横には職員用の風呂場と国鉄職員のための官舎があった。 留置線は、上今井園芸組合・共選所で選果された林檎の荷扱用有蓋貨車が常時2両留置されていた。貨物荷扱い廃止後は、本線以外の交換設備（ポイント4機・転轍器標識）が撤去され単式ホーム1面1線の棒線駅となった。 旧貨物ホーム・軌道跡地、側線・留置線（デッドエンド）軌道跡地には、駅利用客の利便を考慮し無料の駐車場・駐輪場が整備されている。
飯山駅管理の無人駅。かつては簡易委託駅であり、委託駅員が常備券・補充券を発売していた。そのため出札窓口付きの木造駅舎を有していたが、北陸新幹線の開業に合わせて、2014年（平成26年）にリニューアル工事が行われ、待合室付きの新駅舎が竣工した。

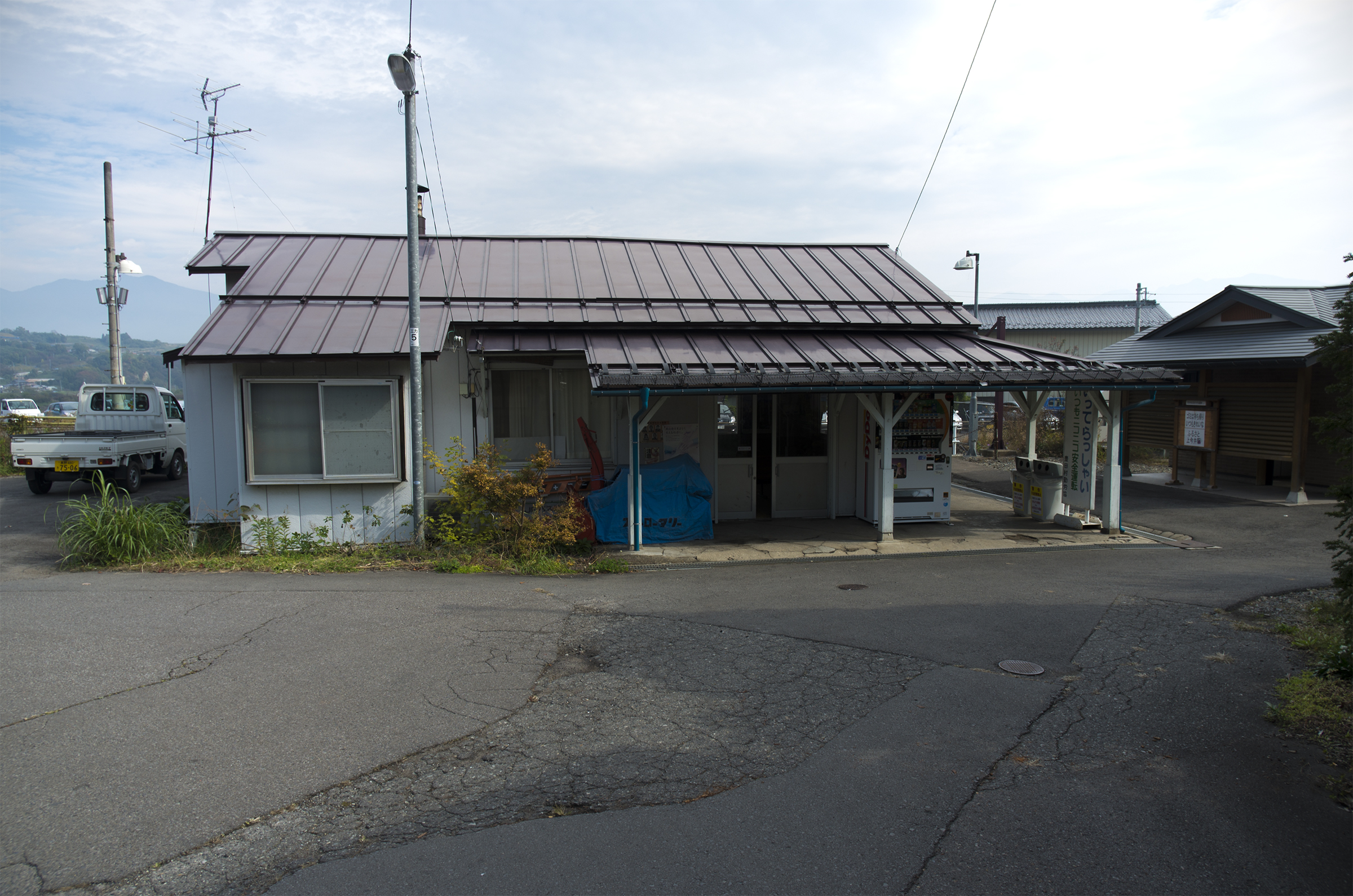
旧駅舎（2013年11月）
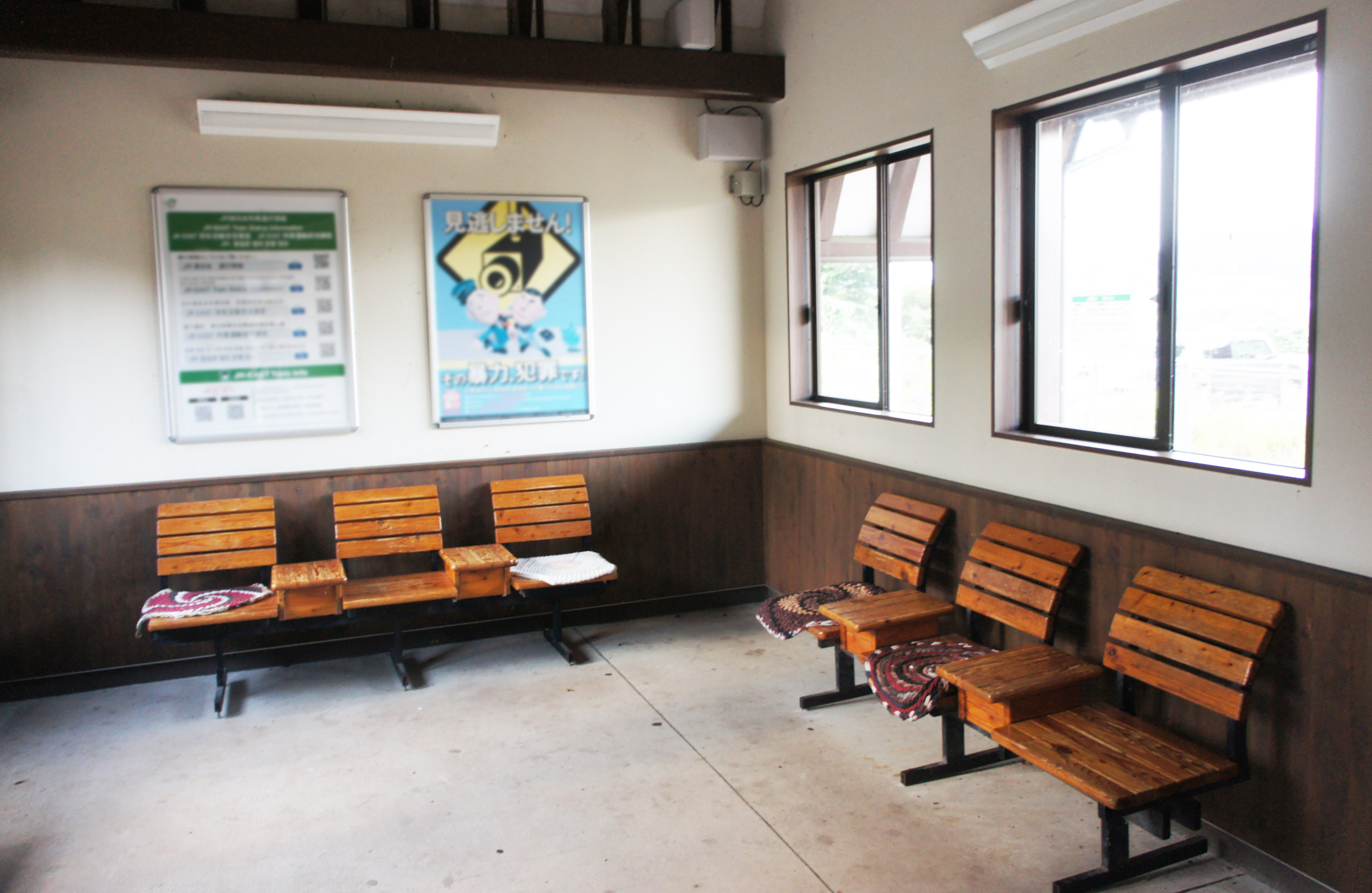
待合室（2021年8月）
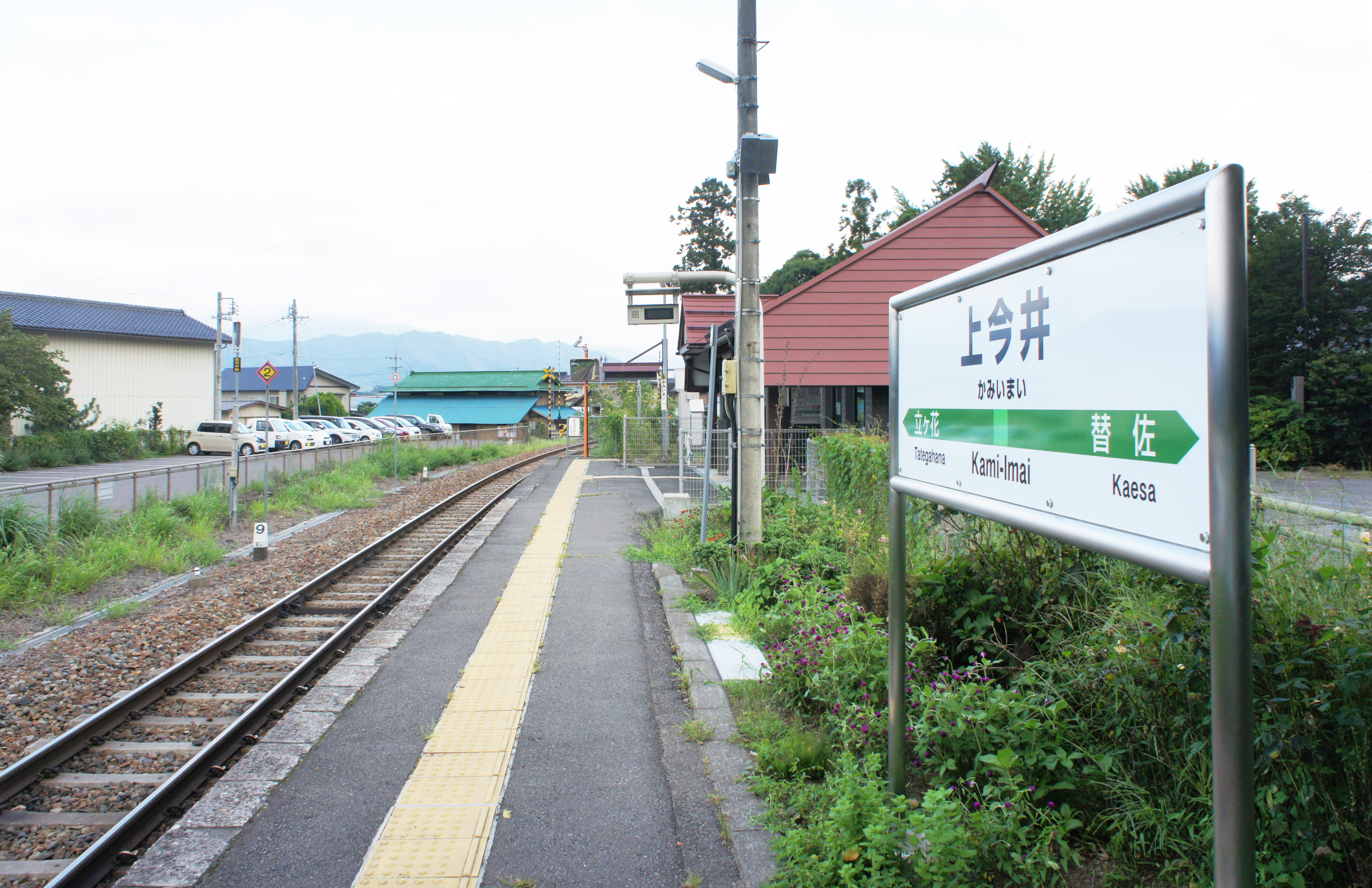
ホーム（2021年8月）

## 利用状況
JR東日本によると、2000年度（平成12年度）- 2013年度（平成25年度）の1日平均乗車人員の推移は以下のとおりであった。
| 1日平均乗車人員推移 | 1日平均乗車人員推移 | 1日平均乗車人員推移 | 1日平均乗車人員推移 | 1日平均乗車人員推移 |
| 年度                | 定期外              | 定期                | 合計                | 出典                |
| ------------------- | ------------------- | ------------------- | ------------------- | ------------------- |
| 2000年（平成12年）  |                     |                     | 205                 | [ 利用客数 1 ]      |
| 2001年（平成13年）  |                     |                     | 210                 | [ 利用客数 2 ]      |
| 2002年（平成14年）  |                     |                     | 217                 | [ 利用客数 3 ]      |
| 2003年（平成15年）  |                     |                     | 224                 | [ 利用客数 4 ]      |
| 2004年（平成16年）  |                     |                     | 212                 | [ 利用客数 5 ]      |
| 2005年（平成17年）  |                     |                     | 209                 | [ 利用客数 6 ]      |
| 2006年（平成18年）  |                     |                     | 217                 | [ 利用客数 7 ]      |
| 2007年（平成19年）  |                     |                     | 217                 | [ 利用客数 8 ]      |
| 2008年（平成20年）  |                     |                     | 236                 | [ 利用客数 9 ]      |
| 2009年（平成21年）  |                     |                     | 235                 | [ 利用客数 10 ]     |
| 2010年（平成22年）  |                     |                     | 250                 | [ 利用客数 11 ]     |
| 2011年（平成23年）  |                     |                     | 244                 | [ 利用客数 12 ]     |
| 2012年（平成24年）  | 54                  | 195                 | 249                 | [ 利用客数 13 ]     |
| 2013年（平成25年）  | 54                  | 194                 | 248                 | [ 利用客数 14 ]     |

## 駅周辺
リンゴなどの畑が広がる地帯である。
- ながの農業協同組合みゆき果実共選所（旧上今井園芸組合）
- 旧JA北信州みゆき上今井支所（豊田支所に移転統合し、南部支所に名称変更）
- 千曲川
- 上信越自動車道[1]・信州中野インター
- 国道117号
- 長野県道505号三水中野線（旧県道・上今井停車場安源寺線と旧県道・新道上今井停車場線が上今井堤防道路経由で接続してできた新県道）
- 佐藤博物館（閉館） - 駅より徒歩で約20分国道117号沿い。武具、刀剣などの博物館。徳川家や上杉家伝来のものなどを展示。
- 医療法人聖峰会・佐藤病院[2]
- 水内郡・諏訪社（長野県・諏訪大社の末社の一つ）
- 少林山 普賢寺（曹洞宗）
- 光明山 西迎寺（浄土宗）

## 隣の駅
東日本旅客鉄道（JR東日本）
■飯山線
立ケ花駅 - 上今井駅 - 替佐駅

### 記事本文
1. 1 2 3 4 5 6 7 8  『週刊 JR全駅・全車両基地』 21号 新潟駅・弥彦駅・津南駅ほか、朝日新聞出版〈週刊朝日百科〉、2012年12月30日、25頁。
2. 1 2 3 4 5 6  信濃毎日新聞社出版部『長野県鉄道全駅 増補改訂版』信濃毎日新聞社、2011年7月24日、36頁。ISBN 9784784071647。
3. 1 2 3 4 5 6  石野哲（編）『停車場変遷大事典 国鉄・JR編 Ⅱ』JTB、1998年、592頁。ISBN 978-4-533-02980-6。
4. ↑  「第6章 営業／7 営業体制の近代化」『長鉄局二十年史』日本国有鉄道長野鉄道管理局、1971年3月30日、346頁。
5. ↑  「日本国有鉄道公示第143号」『官報』1982年10月30日。
6. ↑  「「通報」●飯山線信濃浅野駅ほか8駅の駅員無配置について（旅客局）」『鉄道公報』日本国有鉄道総裁室文書課、1982年10月30日、2面。
7. ↑  長野鉄道管理局 編『写真でつづる長野鉄道管理局の歩み』長野鉄道管理局、1987年3月10日、369頁。
8. 1 2  「県北部豪雨災害 被災から1週間目、飯山線全線開通」『信濃毎日新聞』信濃毎日新聞社、1995年7月18日、夕刊、6面。
9. ↑  「中野のJR飯山線上今井駅、無人化へ 老朽で駅舎改修、コンパクトに 乗車券販売、今月末に終了」『信濃毎日新聞』信濃毎日新聞社、2014年7月3日、朝刊、22面。
10. 1 2  『飯山線の駅舎を美化します! ～新幹線飯山駅開業に合わせ魅力ある観光路線化を目指して～』（PDF）（プレスリリース）東日本旅客鉄道長野支社、2014年8月8日。オリジナルの2015年1月6日時点におけるアーカイブ。2020年5月25日閲覧。
11. ↑  “JR東日本：駅構内図・バリアフリー情報（上今井駅）”.   東日本旅客鉄道. 2024年9月4日閲覧。
12. ↑  「JR東日本、長野支社管内の飯山線6駅で「ふるさと」テーマに駅舎外観を美化」『マイナビニュース』2014年8月26日。2025年5月11日閲覧。

### 利用状況
1. ↑  各駅の乗車人員 2000年度 - 東日本旅客鉄道
2. ↑  各駅の乗車人員 2001年度 - 東日本旅客鉄道
3. ↑  各駅の乗車人員 2002年度 - 東日本旅客鉄道
4. ↑  各駅の乗車人員 2003年度 - 東日本旅客鉄道
5. ↑  各駅の乗車人員 2004年度 - 東日本旅客鉄道
6. ↑  各駅の乗車人員 2005年度 - 東日本旅客鉄道
7. ↑  各駅の乗車人員 2006年度 - 東日本旅客鉄道
8. ↑  各駅の乗車人員 2007年度 - 東日本旅客鉄道
9. ↑  各駅の乗車人員 2008年度 - 東日本旅客鉄道
10. ↑  各駅の乗車人員 2009年度 - 東日本旅客鉄道
11. ↑  各駅の乗車人員 2010年度 - 東日本旅客鉄道
12. ↑  各駅の乗車人員 2011年度 - 東日本旅客鉄道
13. ↑  各駅の乗車人員 2012年度 - 東日本旅客鉄道
14. ↑  各駅の乗車人員 2013年度 - 東日本旅客鉄道